# Обучающая игра
Обучающая игра (образовательная игра) — программное обеспечение, тренирующее и обучающее человека в игровом режиме. Может применяться как для обучения, так и для развлечения. В категорию обучающая игра входят жанры — квест, аркада, 3D-шутер, симулятор, интерактивный курс по какому-либо предмету. Программа делит на части учебный материал и регулирует последовательность его изучения. Усвоение материала проверяется тестом, предлагаемым в конце каждого этапа обучения. Чаще всего в эти игры играют маленькие дети, чтобы учиться, например, складывать и вычитать. Многие эти игры написаны для операционных систем Android и IOS
Наиболее широко используется метод от простого к сложному.